# Нефрит (фільм, 1995)
Нефрит (англ. Jade) — американський трилер 1995 року.

## Сюжет
Співробітник прокуратури Девід Кореллі розслідує жахливе за своєю жорстокістю вбивство. У своїй шикарній віллі був жорстоко знівечений сокирою літній мільйонер. Слідчий Кореллі — ідеальна кандидатура для розплутування настільки складного злочину. Але є лише одна маленька заковика: ніхто не хоче, щоб цей злочин був розкритий.

## У ролях
| Актор            | Роль                   |
| ---------------- | ---------------------- |
| Девід Карузо     | Девід Кореллі          |
| Лінда Фіорентіно | Тріна Гевін            |
| Чезз Пальмінтері | Метт Гевін             |
| Річард Кренна    | губернатор Лью Едвардс |
| Майкл Б'єн       | Боб Гарґрув            |
| Донна Мерфі      | Карен Геллер           |
| Кен Кінг         | Піті Веско             |
| Голт МакКеллані  | Білл Баррет            |
| Девід Гент       | Пет Каллендар          |
| Енджі Еверхарт   | Патріс Хасінто         |
| Кевін Тай        | Арнольд Кліффорд       |
| Робін Томас      | містер Грін            |
| Джей Джакобас    | Джастін Гендерсон      |
| Вікторія Сміт    | Сенді                  |